# Písečný rybník
Písečný rybník je přírodní rezervace severovýchodně od obce Milotice v okrese Hodonín. Nově byla přírodní rezervace vyhlášena Nařízení Jihomoravského kraje č. 17/2014.
Důvodem ochrany je rybniční biotop s výskytem zejména prioritního, evropsky významného druhu, kriticky ohroženého měkkýše svinutce tenkého (Anicus vorticulus) a dalších evropsky významných a zvláště chráněných druhů, mezi něž patří čáp bílý (Ciconia ciconia), moták pochop (Circus aeruginosus), strakapoud jižní (Denrocopos syriacus) a strakapoud prostřední (Dendrocopos medius).